# Pakhribas
Pakhribas (nep. पाख्रिवास) – gaun wikas samiti we wschodniej części Nepalu w strefie Kośi w dystrykcie Dhankuta. Według nepalskiego spisu powszechnego z 2001 roku liczył on 951 gospodarstw domowych i 4584 mieszkańców (2391 kobiet i 2193 mężczyzn).

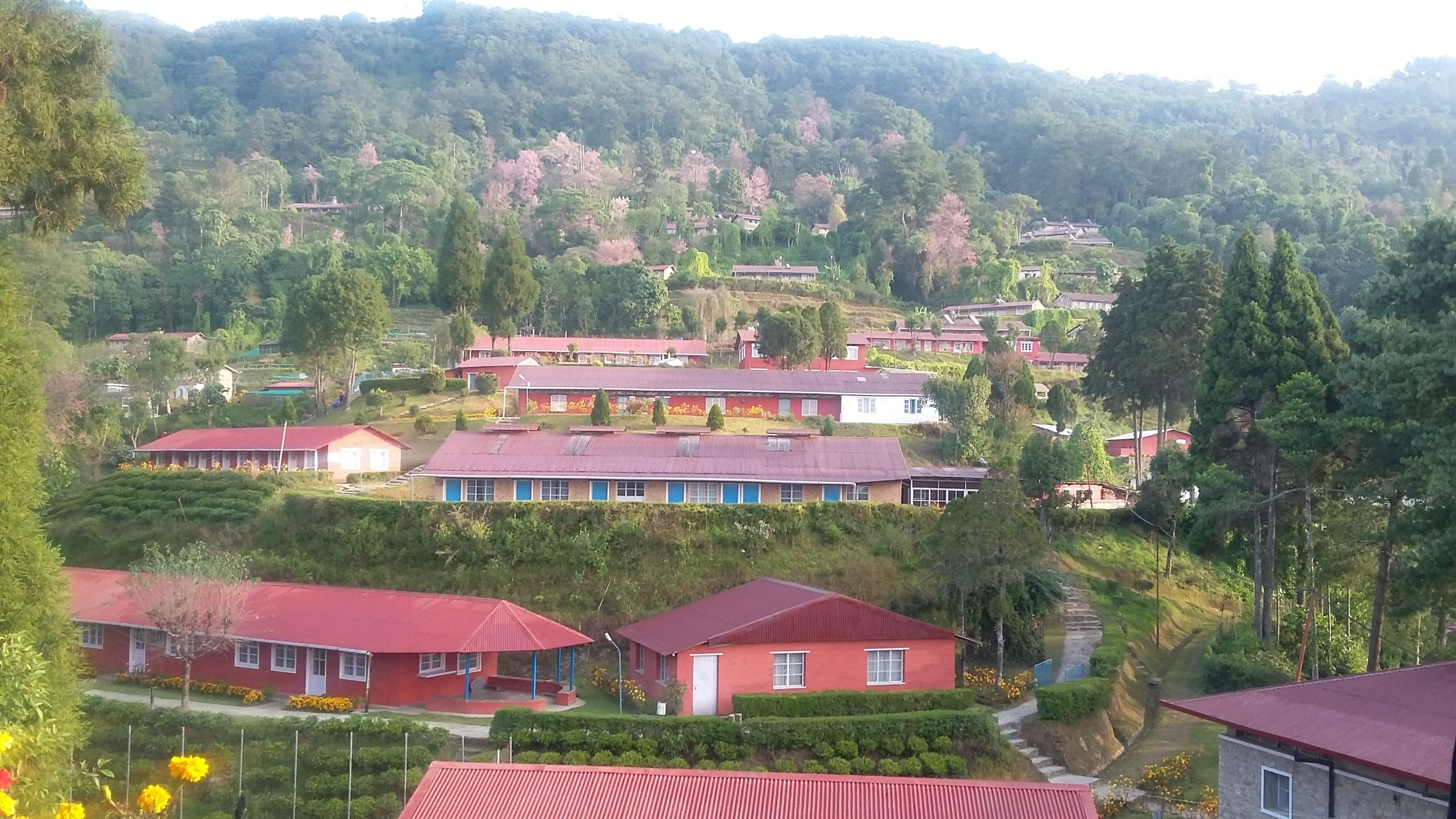
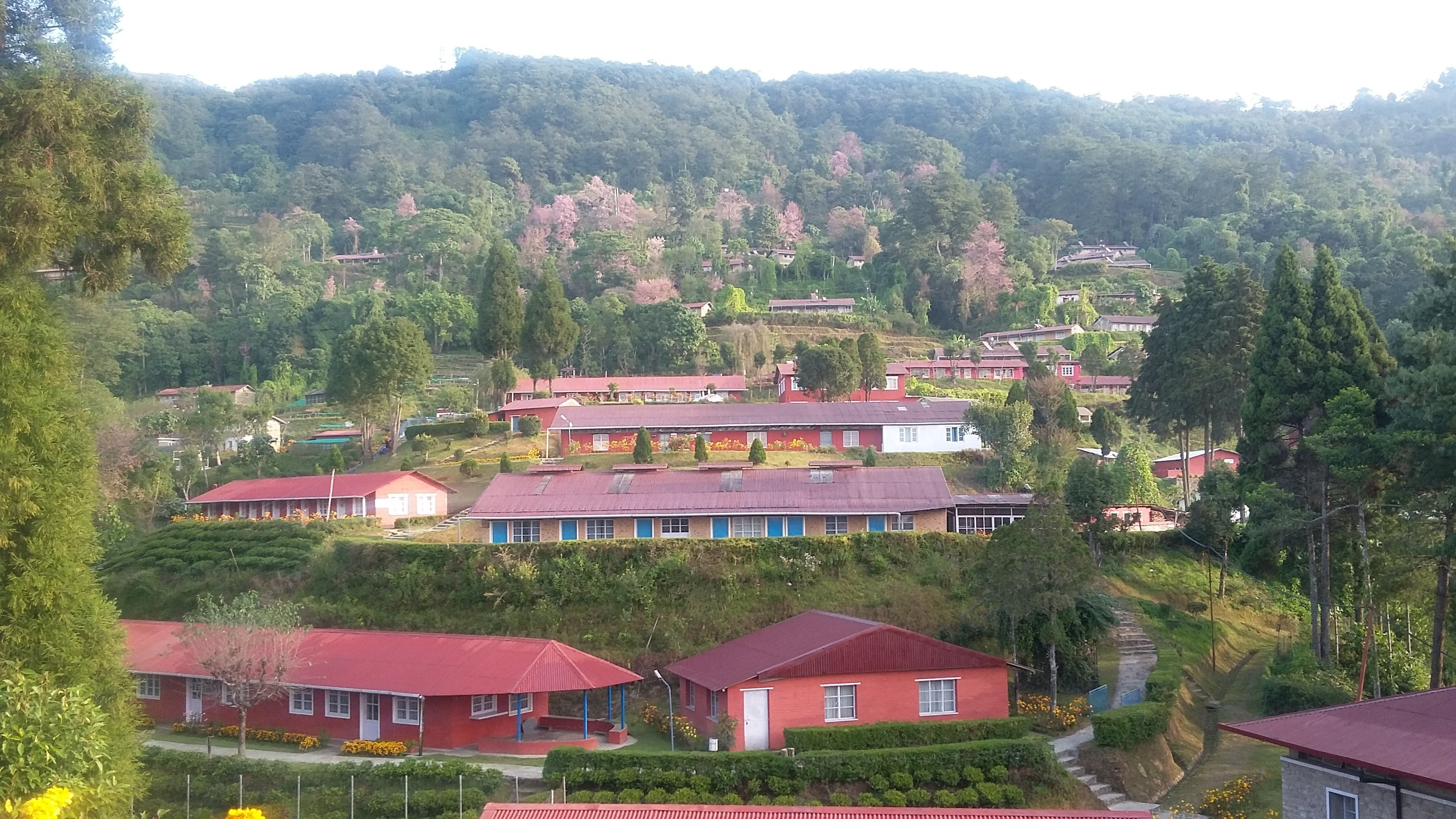